# Mike Schlegel
Michael William Schlegel, detto Mike (Long Island, 10 luglio 1963 – New York, 1º aprile 2009), è stato un cestista statunitense, professionista in Spagna, Francia e Argentina.

## Carriera
Venne selezionato dai New York Knicks al quinto giro del Draft NBA 1985 (96ª scelta assoluta), ma non giocò mai nella NBA.